# Sakena Yacoobi
Sakena Yacoobi (persiska: سکینه یعقوبی), är en afghansk utbildare, mest känd som grundare av Afghan Institute of Learning (AIL). AIL är en ideell organisation som etablerades 1995 och fokuserar på att främja utbildning och hälsa i Afghanistan, med särskilt fokus på kvinnor och barn.

## Biografi och engagemang
Yacoobi växte upp i en medelklassfamilj i staden Herat i västra Afghanistan. Hon flyttade till USA på 70-talet för att studera biologi på University of the Pacific för att sedan avlägga en master inom hälsovård vid Loma Linda University 1981. Hon arbetade som lärare ett par år inom vetenskapliga ämnen i USA men flyttade 1990 tillbaka till Afghanistan. Hemma i Afghanistan hade miljontals tvingats på flykt på grund av afghan-sovjetiska kriget. Hon började arbeta inom organisationen International Rescue Committee (IRC) där hon hjälpte afghanska flyktingar i Pakistan för att sedan arbeta inom IRC med utbildning för kvinnor Pakistan. 
Hon sitter i flera styrelser och paneler, inklusive New Global Citizens, Advisory Council for the Center for Social Impact Learning vid Middlebury Institute of International Studies i Monterey, Women’s Refugee Commission, och har tidigare varit styrelsemedlem för Global Fund for Women. Hon är rådgivare till Fetzer Institute, International Academy for Multicultural Cooperation, och är medlem i US - Afghan Women’s Council. Yacoobi har etablerat 352 lärandecenter, fyra skolor, ett sjukhus och en radio-/TV-station i Afghanistan och har erhållit sex hedersdoktorat, inklusive från Princeton University. Varje år talar Yacoobi vid ett flertal evenemang, konferenser och institutioner som exempelvis FN, Stanford University och Oxford University. 
För sitt arbete har Yacoobi blivit internationellt erkänd och tilldelades flera priser bland annat 2013 Opus Prize, 2015 WISE Prize for Education och 2017 Sunhak Peace Prize. Hennes engagemang till att stärka kvinnor och ge dem verktyg för att ta kontroll över sina liv har gjort henne till en inspirerande ledare inom det humanitära och utbildningsområdet.

## Afghan Institute of Learning
AIL:s initiativ sträcker sig över olika områden, inklusive utbildningsprogram, yrkesutbildning och hälsovårdstjänster. Organisationen arbetar också aktivt för att stödja kvinnor som drabbas av olika former av förtryck och våld, med målet att skapa en trygg och stöttande miljö för kvinnors utveckling och välbefinnande i Afghanistan. 